# Tracking a Treacle Tin
Tracking a Treacle Tin è un cortometraggio muto del 1910 diretto da Frank Wilson.

## Trama
Rubando un barattolo di melassa vi si può trovare nascosta dentro una preziosa spilla.

## Produzione
Il film fu prodotto dalla Hepworth.

## Distribuzione
Distribuito dalla Hepworth, il film - un cortometraggio di 99 metri - uscì nelle sale cinematografiche britanniche nel dicembre 1910.
Si conoscono pochi dati del film che, prodotto dalla Hepworth, fu distrutto nel 1924 dallo stesso produttore, Cecil M. Hepworth. Fallito, in gravissime difficoltà finanziarie, il produttore pensò in questo modo di poter almeno recuperare il nitrato d'argento della pellicola.